# Château de Salvanet
 (juillet 2024).
Si vous disposez d'ouvrages ou d'articles de référence ou si vous connaissez des sites web de qualité traitant du thème abordé ici, merci de compléter l'article en donnant les références utiles à sa vérifiabilité et en les liant à la section « Notes et références ».
 (juin 2008).
Le château de Salvanet est un château du XVIIIe siècle, situé à Saint-Priest-Taurion en Haute-Vienne.

## Histoire

### Origine
L'histoire de la terre de Salvanet et de ses seigneurs est connue depuis le Moyen Âge. Ce territoire était alors le fief de la célèbre maison féodale de Comborn, connue depuis l'an 962. Mais l'histoire récente de Salvanet commence véritablement en 1509. Cette année-là, la famille Dalesme de Châtelus acheta la terre de Salvanet, son château, ses dépendances et ses métairies pour y habiter en paix, pendant plus de trois siècles. Les Dalesme furent en effet propriétaires de ce domaine jusqu'en 1849. 
Au XVIIIe siècle, ils habitaient encore le vieux château situé au cœur du fief de Salvanet, sur un versant dominant la vallée du Taurion. Mais en 1772, ils décidèrent d’installer une nouvelle demeure, qui bénéficierait du site et d’une vue largement ouverte en direction du Taurion. L’architecte Joseph Brousseau, aidé de son frère entrepreneur Mathurin Brousseau, originaire de Limoges, fut chargé du projet. Il était un personnage en vue et réputé pour la qualité de son travail. Ces deux frères participèrent à la construction de l’Évêché de Limoges. Ils construisirent le Palais Episcopal de Sées, ainsi que de nombreuses églises, musées ou hôpitaux. Ils sont également les auteurs de l’hôtel de Rigoulène à Saint-Léonard-de-Noblat, ainsi que des châteaux de Faye, de Lavergne, de Thouron, de Brignac, de La Cosse, etc.

### La Révolution
Pendant les quelques années qui précédèrent la Révolution, la famille Dalesme eut le privilège d'habiter cette nouvelle demeure, moderne pour l'époque, d'un classicisme élégant et entourée d'un parc joliment dessiné. Mais cette époque agréable ne dura pas longtemps, car la Révolution fit payer injustement un lourd tribut à la famille Dalesme. Les révolutionnaires de Limoges — et non ceux de Saint-Priest — vinrent marteler les cartouches du fronton de la maison, contenant les armoiries de la famille Dalesme. Ils pillèrent l'intérieur, épargnant tout de même la glace du grand salon et le médaillon de Louis XV situé au-dessus. Ils tuèrent les hommes qui n'avaient pu fuir et jetèrent les femmes en prison, où elles croupirent jusqu'à la fin de la Terreur, ayant attrapé le typhus. Le seul Dalesme émigré en Angleterre, revint à Salvanet à la fin de la Révolution. Il essaya de récupérer ses biens et de redresser la situation désastreuse, dans laquelle sa famille était plongée. Son fils poursuivit son œuvre, mais ruinée, la famille Dalesme fut obligée de vendre la propriété en 1849, après 340 ans et quinze générations.

### Rénovation

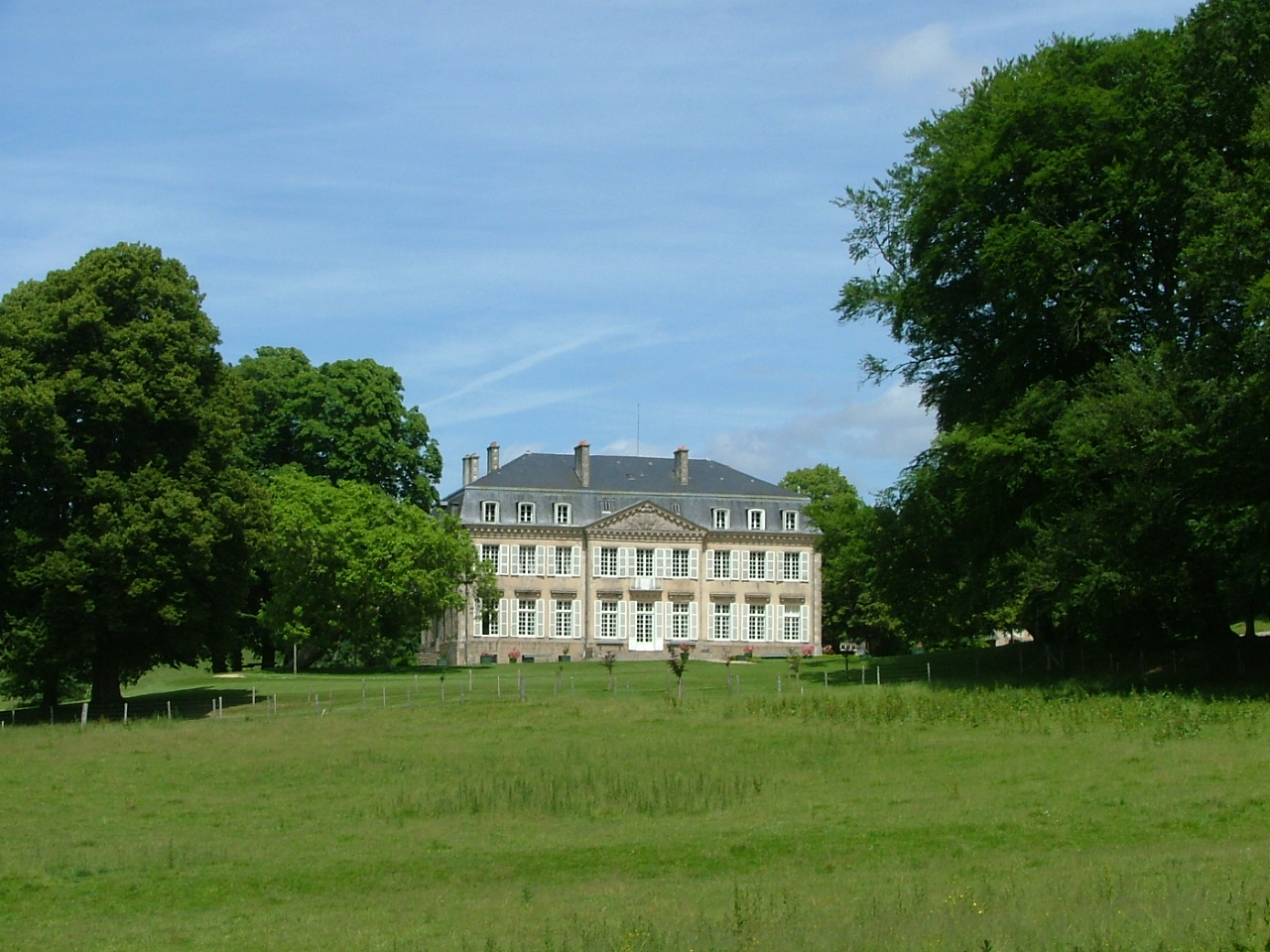
Le château et le parc de Salvanet

La famille Talamon acquiert alors toute la propriété. Ces bourgeois fortunés entreprennent de grands travaux et transforment la maison en y ajoutant un étage mansardé, supprimant ainsi la terrasse à l’italienne, ornée de balustres en granit. Ils installent également l'eau courante, ainsi qu'un chauffage central à la vapeur, encore en fonction aujourd'hui. Mais au bout de dix ans, leur fille meurt accidentellement à cause des travaux et, submergés de chagrin, les Talamon quittent Salvanet et vendent la propriété à un marchand de biens.
C'est enfin, en 1869, que la dernière famille (celle qui habite encore aujourd'hui la maison) arriva à Salvanet. Adrien-Charles Calley Saint-Paul, issu d’une bourgeoisie industrielle et gendre du savant Louis-Joseph Gay-Lussac, acquiert la propriété de Salvanet. Outre le château, son parc et la réserve, la propriété comportait un jardin potager clos avec deux serres, une dizaine de métairies, deux étangs et environ 180 hectares de bois situés principalement le long du Taurion ; l’ensemble formant près de 300 hectares d’un seul tenant. Les deux filles de Calley de Saint Paul, devenu ensuite sénateur de la Haute-Vienne, épousèrent l’une le fils du Maréchal Bugeaud et demeura sans descendance, et l’autre épousa le Général Émile-Félix Fleury, aide de camp de l’Empereur Napoléon III.

### Les deux Guerres mondiales
Des trois fils du général Fleury (Maurice, Adrien, Émile), l’héritage de Salvanet échut au second, qui avait épousé Renée Bianchi, fille de Marius Bianchi, agent de change. Veuve en 1924, elle a animé la vie de Salvanet jusqu’en 1947. Pendant la Première Guerre mondiale, en compagnie de sa fille Hélène — plus tard marquise de Laguiche — elle s’est dévouée pour soigner les blessés à l’Hôpital de Saint-Léonard.
Pendant la Seconde Guerre mondiale, elle a accordé refuge à la Légation des Pays-Bas, qui s'est donc installée à Salvanet. Farouchement « française », elle sut apporter initialement son soutien au Maréchal Pétain, qui représentait pour elle l’ordre, la fidélité à l’Armée et qui avait marqué toute sa jeunesse. Cette disposition la fit œuvrer en faveur de « l’Armée secrète » le moment venu, luttant contre l’occupant allemand : ainsi elle camoufla, sous un tas de foin dans la ferme de Salvanet, une automitrailleuse conservée pour la Résistance. Elle a eu la douleur de perdre son gendre, le marquis Jean de Laguiche, déporté au camp de Neu-Stassfurt, assassiné par les Allemands le 17 avril 1945. Elle a été fière de l’attitude de son petit-fils, Claude de Laguiche, alias Pascal de Follin, Saint-Cyrien de la promotion Maréchal Pétain (Aix-en-Provence, 1942), évadé de France (Réseau Alliance, Carantec[réf. nécessaire], Bretagne) d’où il a rejoint la 2e DB en Afrique. Tué par les Allemands à 22 ans, le 8 août 1944, à La Hutte-Coulombiers (entre Le Mans et Alençon).
La propriété de Salvanet est ensuite passée au vicomte Jacques Fleury, puis au Comte Renaud de Laguiche, les fils et petit-fils de cette résistante héroïque, et les frères et fils d'Hélène Fleury, marquise de Laguiche. Aujourd'hui, la fille de ce dernier, Ghislaine de Laguiche, épouse de Cédric Henriot, en assure la destinée avec leurs cinq enfants.

## Architecture
C'est un édifice classique construit par l'architecte Joseph Brousseau en 1773-1776.
Le château de Salvanet est inscrit aux monuments historique depuis 1989.